# Saint-Projet (Tarn-et-Garonne)
Pour les articles homonymes, voir Saint-Projet.
Saint-Projet est une commune française située dans le nord-est du département de Tarn-et-Garonne, en région Occitanie. Sur le plan historique et culturel, la commune est dans le causse de Caylus, au sud du causse de Limogne, occupant une situation de carrefour à la limite du Quercy et du Rouergue.
Exposée à un climat océanique altéré, elle est drainée par la Lère, la Bonnette, le ruisseau de Saint-Laurent, le ruisseau de Saint-Alby et par divers autres petits cours d'eau. La commune possède un patrimoine naturel remarquable :  un espace protégé (« géoparc des causses du Quercy ») et quatre zones naturelles d'intérêt écologique, faunistique et floristique.
Saint-Projet est une commune rurale qui compte 288 habitants en 2022, après avoir connu un pic de population de 1 450 habitants en 1831.  Ses habitants sont appelés les Saint-Projetois ou  Saint-Projetoises.

## Géographie

### Localisation
Commune située à 20 km à l'ouest de Villefranche-de-Rouergue et 26 km au nord-est de Caussade en limite méridionale des causses du Quercy. Une partie du territoire communal se trouve sur le causse de Caylus. La commune est limitrophe du département du Lot.

### Communes limitrophes
Castagnac est limitrophe de sept autres communes dont cinq dans le département du Lot.
Les communes limitrophes sont  Bach, Beauregard, Loze, Puylagarde, Saillac, Vaylats et Vidaillac.
| Saillac (Lot) | Beauregard (Lot) | Vidaillac (Lot) |
| Bach (Lot)    | Saint-Projet     | Puylagarde      |
| Vaylats (Lot) | Loze             |                 |

### Géologie et relief
La superficie de la commune de est de 2 614 hectares ; son altitude varie de 213  à   402 mètres.

### Hydrographie

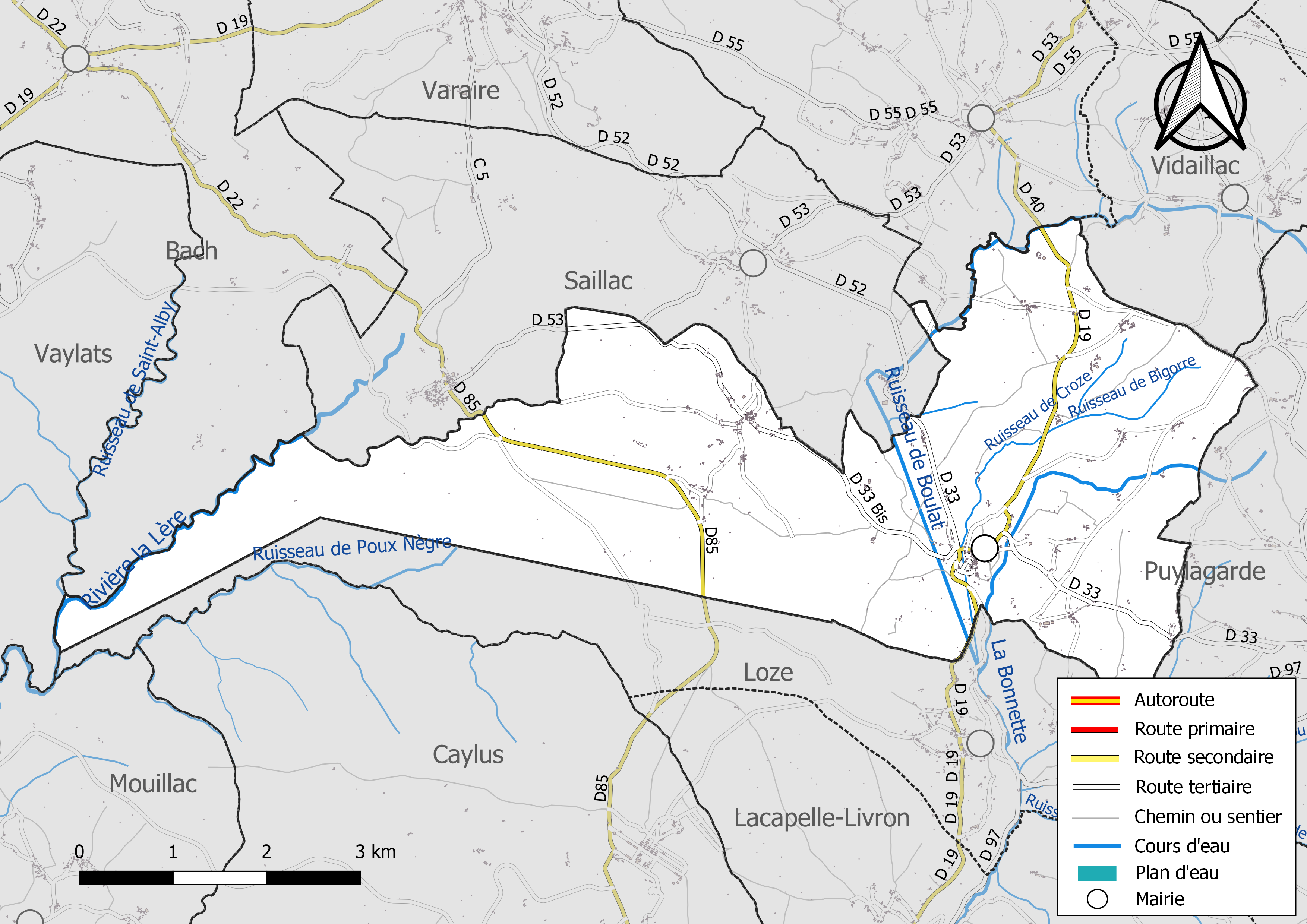
Réseaux hydrographique et routier de Saint-Projet.

La commune est dans le bassin versant de la Garonne, au sein du bassin hydrographique Adour-Garonne. Elle est drainée par la Lère, la Bonnette, le ruisseau de Saint-Laurent, le ruisseau de Saint-Alby, le ruisseau de Bigorre, le ruisseau de Croze, le ruisseau de Laborde, le ruisseau de la Fontaine et par un petit cours d'eau, constituant un réseau hydrographique de 17 km de longueur totale,.
La Lère, d'une longueur totale de 45,1 km, prend sa source dans la commune de Saillac et s'écoule du nord-est au sud-ouest. Elle traverse la commune et se jette dans l'Aveyron à Albias, après avoir traversé 14 communes.
La Bonnette, d'une longueur totale de 24,9 km, prend sa source dans la commune de Puylagarde et s'écoule du nord-est au sud-ouest. Elle traverse la commune et se jette dans l'Aveyron à Saint-Antonin-Noble-Val, après avoir traversé 7 communes.
Le ruisseau de Saint-Laurent, d'une longueur totale de 10,1 km, prend sa source dans la commune de Puylagarde et s'écoule d'est en ouest. Il traverse la commune et se jette dans la Bonnette à Loze, après avoir traversé 6 communes.

### Climat
Pour des articles plus généraux, voir Climat de l'Occitanie et Climat de Tarn-et-Garonne.
En 2010, le climat de la commune est de type climat océanique altéré, selon une étude du Centre national de la recherche scientifique s'appuyant sur une série de données couvrant la période 1971-2000. En 2020, Météo-France publie une typologie des climats de la France métropolitaine dans laquelle la commune est toujours exposée à un climat océanique altéré et est dans une zone de transition entre les régions climatiques « Aquitaine, Gascogne » et « Ouest et nord-ouest du Massif Central ».
Pour la période 1971-2000, la température annuelle moyenne est de 11,9 °C, avec une amplitude thermique annuelle de 15,7 °C. Le cumul annuel moyen de précipitations est de 904 mm, avec 10,6 jours de précipitations en janvier et 6,4 jours en juillet. Pour la période 1991-2020, la température moyenne annuelle observée sur la station météorologique de Météo-France la plus proche, « Caylus », sur la commune de Caylus à 8 km à vol d'oiseau, est de 13,0 °C et le cumul annuel moyen de précipitations est de 799,0 mm. 
La température maximale relevée sur cette station est de 41,7 °C, atteinte le 23 août 2023 ; la température minimale est de −14,7 °C, atteinte le 10 février 2012,,.
Les paramètres climatiques de la commune ont été estimés pour le milieu du siècle (2041-2070) selon différents scénarios d'émission de gaz à effet de serre à partir des nouvelles projections climatiques de référence DRIAS-2020. Ils sont consultables sur un site dédié publié par Météo-France en novembre 2022.

### Milieux naturels et biodiversité

#### Espaces protégés
La protection réglementaire est le mode d’intervention le plus fort pour préserver des espaces naturels remarquables et leur biodiversité associée,.
La commune est dans le périmètre du « géoparc des causses du Quercy », classé Géoparc en mai 2017 et appartenant dès lors au réseau mondial des Géoparcs, soutenu par l’UNESCO,.

#### Zones naturelles d'intérêt écologique, faunistique et floristique
L’inventaire des zones naturelles d'intérêt écologique, faunistique et floristique (ZNIEFF) a pour objectif de réaliser une couverture des zones les plus intéressantes sur le plan écologique, essentiellement dans la perspective d’améliorer la connaissance du patrimoine naturel national et de fournir aux différents décideurs un outil d’aide à la prise en compte de l’environnement dans l’aménagement du territoire.
Deux ZNIEFF de type 1 sont recensées sur la commune :
les « bois d´Aubrelong, vallée de la Lère morte et vallons annexes » (1 470 ha), couvrant 8 communes dont trois dans le Lot et cinq dans le Tarn-et-Garonne, et 
les « vallons bocagers du ruisseau de Boulat et des cours d'eau tributaires » (496 ha), couvrant 4 communes dont trois dans le Lot et une dans le Tarn-et-Garonne
et deux ZNIEFF de type 2, : 
- le « causse de Caylus, vallée de Sietges et haute vallée de la Lère » (8 815 ha), couvrant 13 communes dont cinq dans le Lot et huit dans le Tarn-et-Garonne[22] ;
- la « vallée de la Bonnette et vallée de la Seye » (6 289 ha), couvrant 12 communes du département[23].

Carte des ZNIEFF de type 1 et 2 à Saint-Projet.
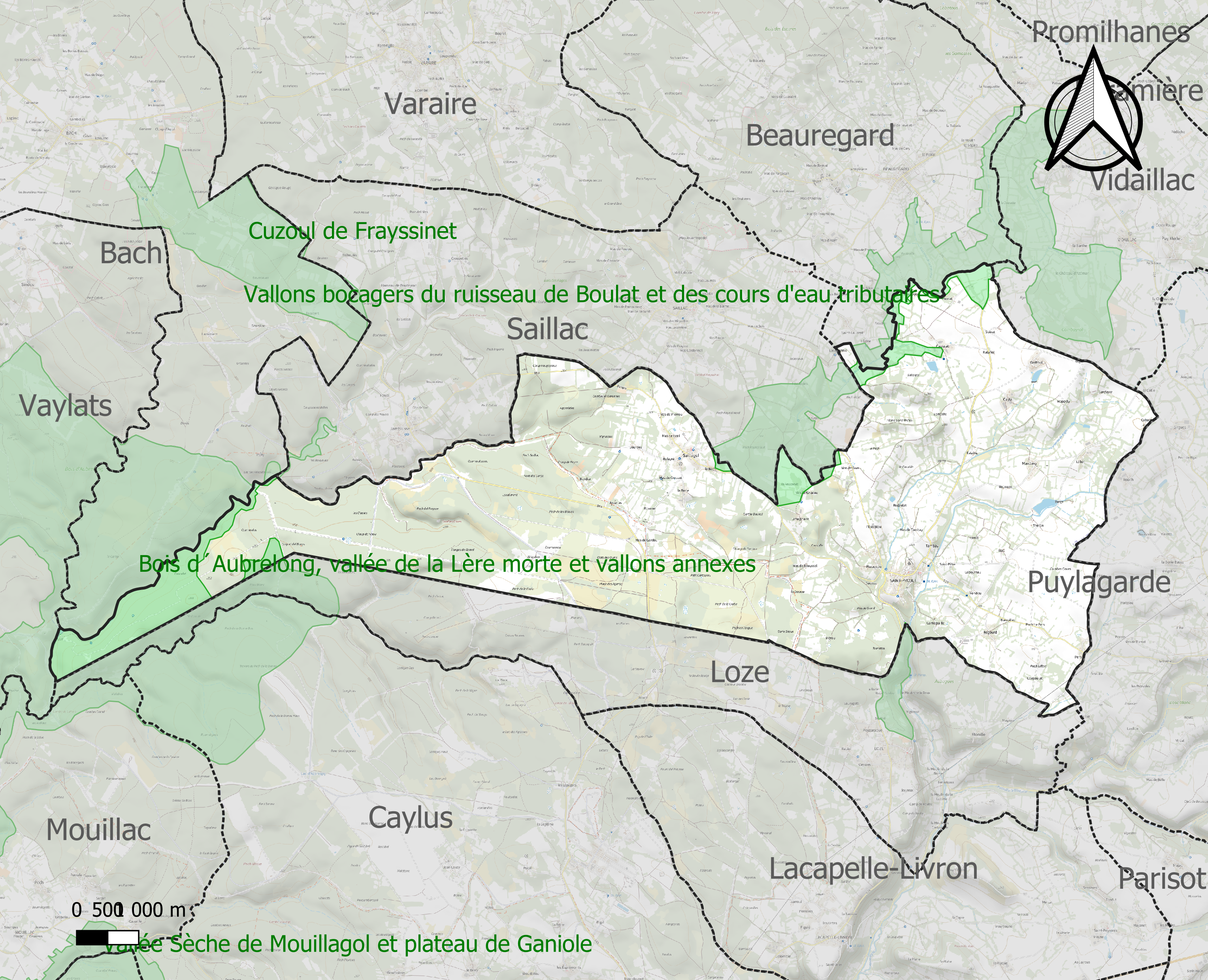
Carte des ZNIEFF de type 1 sur la commune.
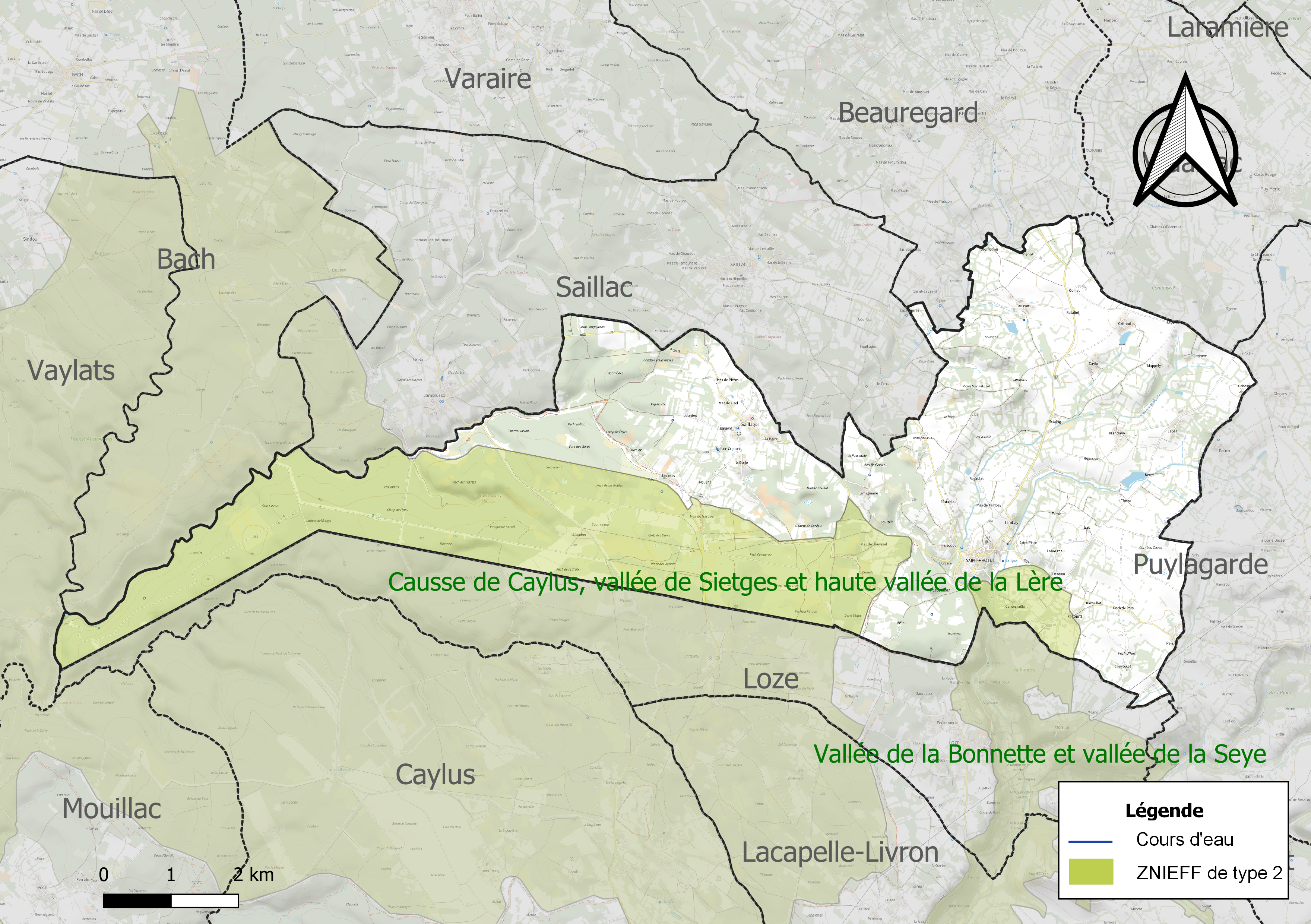
Carte des ZNIEFF de type 2 sur la commune.

## Urbanisme

### Typologie
Au 1er janvier 2024, Saint-Projet est catégorisée commune rurale à habitat très dispersé, selon la nouvelle grille communale de densité à sept niveaux définie par l'Insee en 2022.
Elle est située hors unité urbaine et hors attraction des villes,.

### Occupation des sols
L'occupation des sols de la commune, telle qu'elle ressort de la base de données européenne d’occupation biophysique des sols Corine Land Cover (CLC), est marquée par l'importance des territoires agricoles (55,7 % en 2018), en augmentation par rapport à 1990 (54,6 %). La répartition détaillée en 2018 est la suivante : 
prairies (34 %), forêts (31 %), zones agricoles hétérogènes (21,7 %), milieux à végétation arbustive et/ou herbacée (13,3 %). L'évolution de l’occupation des sols de la commune et de ses infrastructures peut être observée sur les différentes représentations cartographiques du territoire : la carte de Cassini (XVIIIe siècle), la carte d'état-major (1820-1866) et les cartes ou photos aériennes de l'IGN pour la période actuelle (1950 à aujourd'hui).

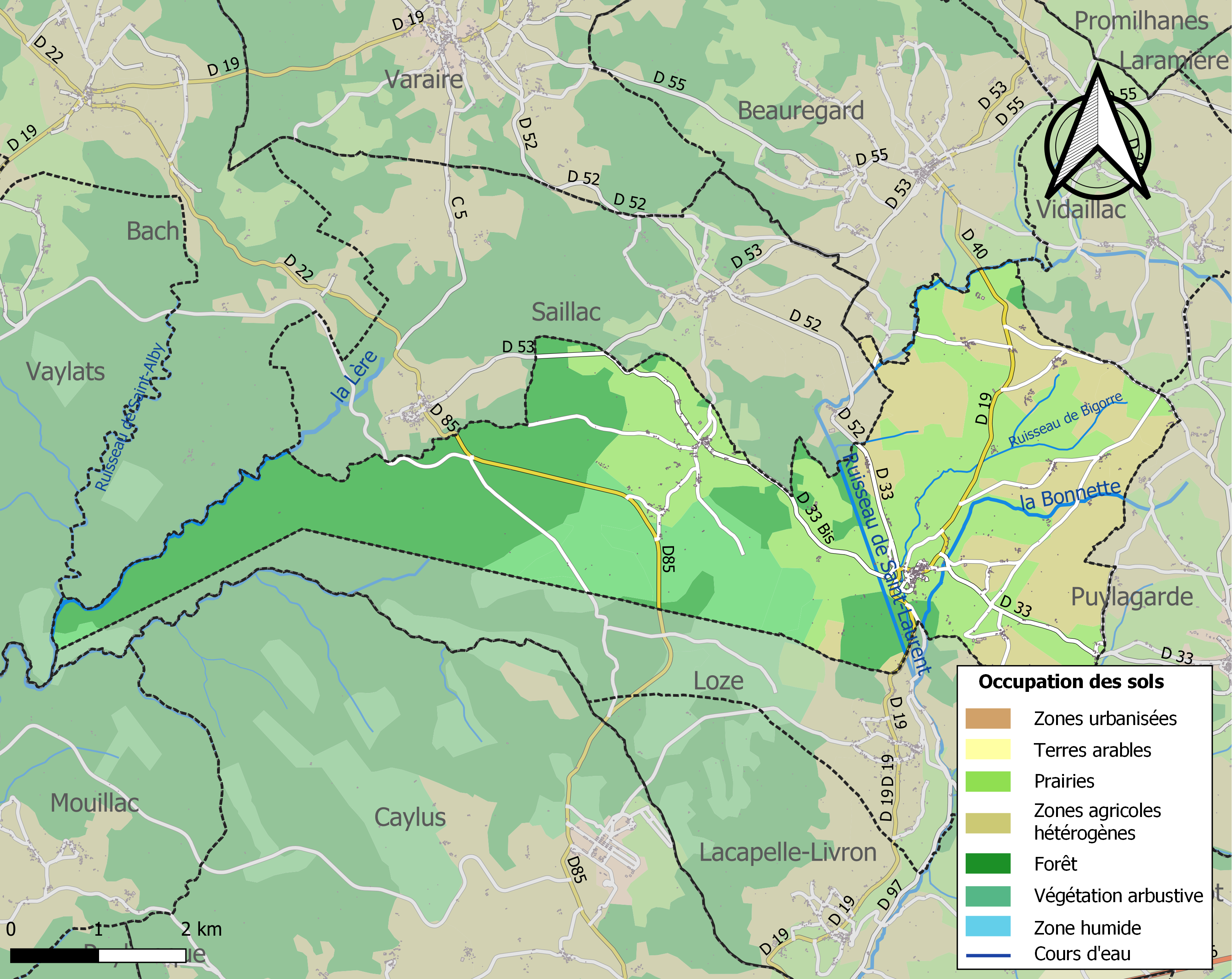
Carte des infrastructures et de l'occupation des sols de la commune en 2018 (CLC).

### Risques majeurs
Le territoire de la commune de Saint-Projet est vulnérable à différents aléas naturels : météorologiques (tempête, orage, neige, grand froid, canicule ou sécheresse), inondations, feux de forêts, mouvements de terrains et séisme (sismicité très faible). Il est également exposé à un risque technologique,  le transport de matières dangereuses. Un site publié par le BRGM permet d'évaluer simplement et rapidement les risques d'un bien localisé soit par son adresse soit par le numéro de sa parcelle.

#### Risques naturels
Certaines parties du territoire communal sont susceptibles d’être affectées par le risque d’inondation par débordement de cours d'eau, notamment la Lère, la Bonnette et le ruisseau de Saint-Laurent. La cartographie des zones inondables en ex-Midi-Pyrénées réalisée dans le cadre du XIe Contrat de plan État-région, visant à informer les citoyens et les décideurs sur le risque d’inondation, est accessible sur le site de la DREAL Occitanie. La commune a été reconnue en état de catastrophe naturelle au titre des dommages causés par les inondations et coulées de boue survenues en 1982, 1983 et 1999,.
Saint-Projet est exposée au risque de feu de forêt du fait de la présence sur son territoire . Le département de Tarn-et-Garonne présentant toutefois globalement un niveau d’aléa moyen à faible très localisé, aucun Plan départemental de protection des forêts contre les risques d’incendie de forêt (PFCIF) n'a été élaboré. Le débroussaillement aux abords des maisons constitue l’une des meilleures protections pour les particuliers contre le feu,.

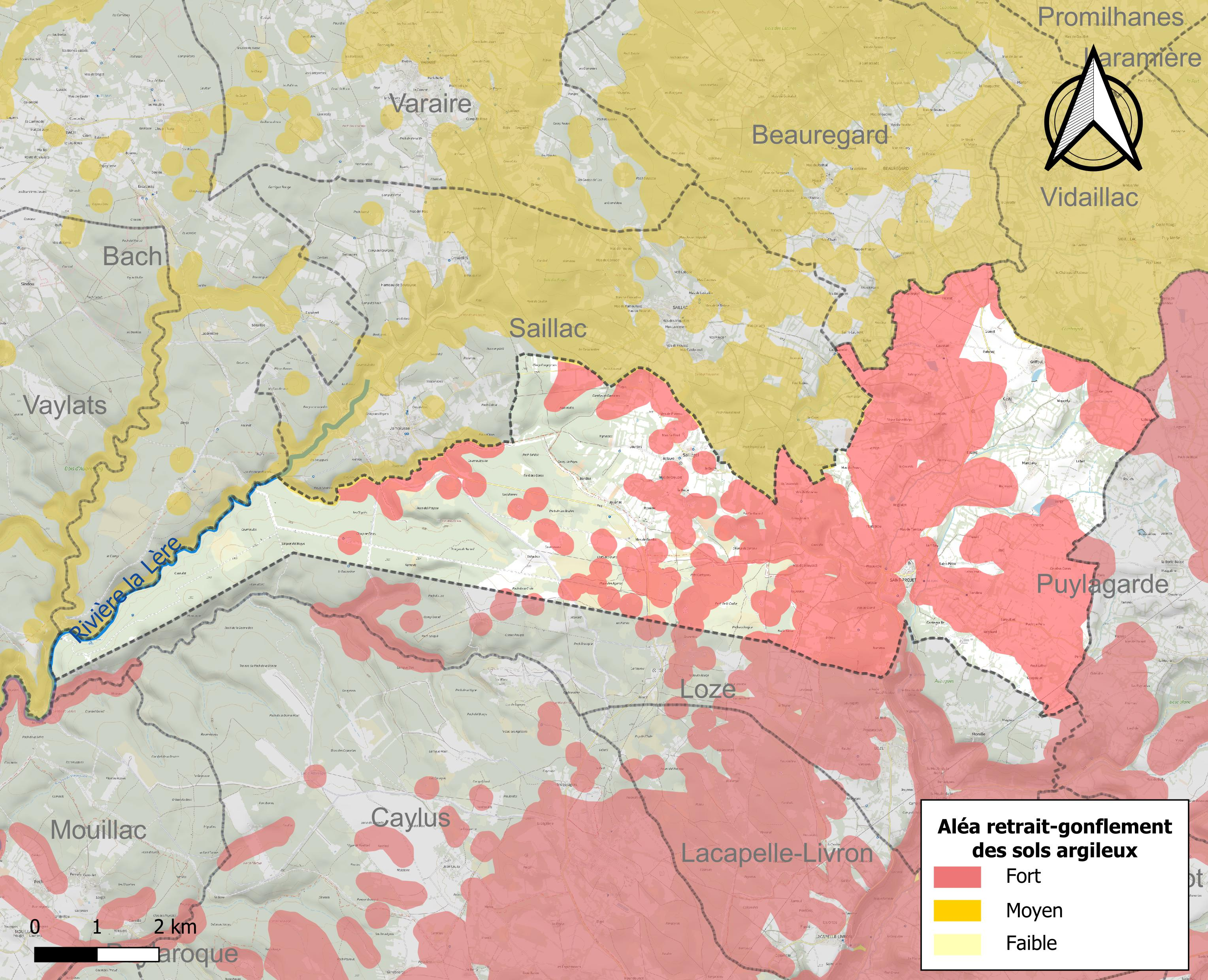
Carte des zones d'aléa retrait-gonflement des sols argileux de Saint-Projet.

Les mouvements de terrains susceptibles de se produire sur la commune sont des tassements différentiels.
Le retrait-gonflement des sols argileux est susceptible d'engendrer des dommages importants aux bâtiments en cas d’alternance de périodes de sécheresse et de pluie. 55,4 % de la superficie communale est en aléa moyen ou fort (92 % au niveau départemental et 48,5 % au niveau national). Sur les 294 bâtiments dénombrés sur la commune en 2019, 135 sont en aléa moyen ou fort, soit 46 %, à comparer aux 96 % au niveau départemental et 54 % au niveau national. Une cartographie de l'exposition du territoire national au retrait gonflement des sols argileux est disponible sur le site du BRGM,.
Par ailleurs, afin de mieux appréhender le risque d’affaissement de terrain, l'inventaire national des cavités souterraines permet de localiser celles situées sur la commune.
Concernant les mouvements de terrains, la commune a été reconnue en état de catastrophe naturelle au titre des dommages causés par la sécheresse en 2011 et 2018 et par des mouvements de terrain en 1999.

#### Risques technologiques
Le risque de transport de matières dangereuses sur la commune est lié à sa traversée par des infrastructures routières ou ferroviaires importantes ou la présence d'une canalisation de transport d'hydrocarbures. Un accident se produisant sur de telles infrastructures est susceptible d’avoir des effets graves sur les biens, les personnes ou l'environnement, selon la nature du matériau transporté. Des dispositions d’urbanisme peuvent être préconisées en conséquence.

## Toponymie
L'origine du nom de Saint-Projet remonterait à Praejectus, évêque d'Auvergne du VIIe siècle, qui aurait ainsi donné son nom aux communes de Saint-Projet  (Charente, Lot, Tarn-et-Garonne...), dont les formes anciennes sont Sanctus Prejectus.
Durant la Révolution, la commune porte le nom de Mont-Libre.
Ses habitants sont appelés les Saint-Projetois.

## Histoire
On a trouvé des traces de la civilisation gallo-romaine au lieu-dit Grand-Cartayrou dont on prétend qu'il pourrait s'agir d'un camp romain[réf. nécessaire].

## Politique et administration

### Administration municipale
Le nombre d'habitants au recensement de 2011 étant compris entre 100 et 499, le nombre de membres du conseil municipal pour l'élection de 2014 est de onze,.

### Rattachements administratifs et électoraux
Commune faisant partie de l'arrondissement de Montauban de la communauté de communes du Quercy Rouergue et des Gorges de l'Aveyron et du canton de Quercy-Rouergue (avant le redécoupage départemental de 2014, Saint-Projet faisait partie de l'ex-canton de Caylus).

### Liste des maires
| Période                                  | Période  | Identité                     | Étiquette | Qualité |
| ---------------------------------------- | -------- | ---------------------------- | --------- | ------- |
| 1808                                     | 1811     | Antoine Daudibertières       |           |         |
| 1861                                     | 1881     | Auguste Roudouly (1822-1903) |           |         |
|                                          |          | …                            |           |         |
| mars 2001                                | En cours | Christian Frauciel           |           |         |
| Les données manquantes sont à compléter. |          |                              |           |         |

## Population et société

### Démographie
L'évolution du nombre d'habitants est connue à travers les recensements de la population effectués dans la commune depuis 1793. Pour les communes de moins de 10 000 habitants, une enquête de recensement portant sur toute la population est réalisée tous les cinq ans, les populations de référence des années intermédiaires étant quant à elles estimées par interpolation ou extrapolation. Pour la commune, le premier recensement exhaustif entrant dans le cadre du nouveau dispositif a été réalisé en 2007.

En 2022, la commune comptait 288 habitants, en évolution de +1,05 % par rapport à 2016 (Tarn-et-Garonne : +3,12 %, France hors Mayotte : +2,11 %).
| 1793  | 1800  | 1806  | 1821  | 1831  | 1836  | 1841  | 1846  | 1851  |
| ----- | ----- | ----- | ----- | ----- | ----- | ----- | ----- | ----- |
| 1 260 | 1 320 | 1 340 | 1 440 | 1 450 | 1 333 | 1 315 | 1 410 | 1 402 |

| 1856  | 1861  | 1866  | 1872  | 1876  | 1881  | 1886  | 1891  | 1896  |
| ----- | ----- | ----- | ----- | ----- | ----- | ----- | ----- | ----- |
| 1 378 | 1 355 | 1 315 | 1 301 | 1 292 | 1 239 | 1 188 | 1 130 | 1 102 |

| 1901  | 1906 | 1911 | 1921 | 1926 | 1931 | 1936 | 1946 | 1954 |
| ----- | ---- | ---- | ---- | ---- | ---- | ---- | ---- | ---- |
| 1 016 | 955  | 827  | 685  | 643  | 584  | 509  | 445  | 365  |

| 1962 | 1968 | 1975 | 1982 | 1990 | 1999 | 2006 | 2007 | 2012 |
| ---- | ---- | ---- | ---- | ---- | ---- | ---- | ---- | ---- |
| 325  | 296  | 266  | 262  | 249  | 257  | 284  | 288  | 295  |

| 2017 | 2022 | - | - | - | - | - | - | - |
| ---- | ---- | - | - | - | - | - | - | - |
| 283  | 288  | - | - | - | - | - | - | - |

| selon la population municipale des années : | 1968 | 1975 | 1982 | 1990 | 1999 | 2006 | 2009 | 2013 |
| Rang de la commune dans le département      | 99   | 85   | 108  | 120  | 124  | 119  | 117  | 120  |
| Nombre de communes du département           | 195  | 195  | 195  | 195  | 195  | 195  | 195  | 195  |

### Enseignement
Saint-Projet fait partie de l'académie de Toulouse.

### Activités sportives
Chasse, randonnée pédestre,

## Économie

### Revenus
En 2018, la commune compte 143 ménages fiscaux, regroupant 283 personnes. La médiane du revenu disponible par unité de consommation est de 17 270 € (20 140 € dans le département).

### Emploi
|                | 2008  | 2013   | 2018   |
| -------------- | ----- | ------ | ------ |
| Commune        | 4,9 % | 7,1 %  | 6,6 %  |
| Département    | 8,4 % | 10,2 % | 10,3 % |
| France entière | 8,3 % | 10 %   | 10 %   |

En 2018, la population âgée de 15 à 64 ans s'élève à 149 personnes, parmi lesquelles on compte 68,4 % d'actifs (61,8 % ayant un emploi et 6,6 % de chômeurs) et 31,6 % d'inactifs,. Depuis 2008, le taux de chômage communal (au sens du recensement) des 15-64 ans est inférieur à celui de la France et du département.
La commune est hors attraction des villes,. Elle compte 52 emplois en 2018, contre 59 en 2013 et 56 en 2008. Le nombre d'actifs ayant un emploi résidant dans la commune est de 98, soit un indicateur de concentration d'emploi de 53,4 % et un taux d'activité parmi les 15 ans ou plus de 43,2 %.
Sur ces 98 actifs de 15 ans ou plus ayant un emploi, 45 travaillent dans la commune, soit 46 % des habitants. Pour se rendre au travail, 80,9 % des habitants utilisent un véhicule personnel ou de fonction à quatre roues, 7,9 % s'y rendent en deux-roues, à vélo ou à pied et 11,2 % n'ont pas besoin de transport (travail au domicile).

### Activités hors agriculture
31 établissements sont implantés  à Saint-Projet au 31 décembre 2019. Le tableau ci-dessous en détaille le nombre par secteur d'activité et compare les ratios avec ceux du département,.
| Secteur d'activité                                                                                        | Commune | Commune | Département |
| Secteur d'activité                                                                                        | Nombre  | %       | %           |
| --- | ------- | ------- | ----------- |
| Ensemble                                                                                                  | 31      |         |             |
| Industrie manufacturière, industries extractives et autres                                                | 2       | 6,5 %   | (9,6 %)     |
| Construction                                                                                              | 8       | 25,8 %  | (14,9 %)    |
| Commerce de gros et de détail, transports, hébergement et restauration                                    | 7       | 22,6 %  | (29,7 %)    |
| Activités spécialisées, scientifiques et techniques et activités de services administratifs et de soutien | 7       | 22,6 %  | (14,1 %)    |
| Administration publique, enseignement, santé humaine et action sociale                                    | 4       | 12,9 %  | (13,6 %)    |
| Autres activités de services                                                                              | 3       | 9,7 %   | (9,3 %)     |

Le secteur de la construction est prépondérant sur la commune puisqu'il représente 25,8 % du nombre total d'établissements de la commune (8 sur les 31 entreprises implantées  à Saint-Projet), contre 14,9 % au niveau départemental.

### Agriculture
La commune est dans les Causses du Quercy, une petite région agricole située dans l'est du département de Tarn-et-Garonne. En 2020, l'orientation technico-économique de l'agriculture  sur la commune est l'élevage d'ovins ou de caprins. 
|               | 1988  | 2000 | 2010 | 2020  |
| ------------- | ----- | ---- | ---- | ----- |
| Exploitations | 37    | 23   | 13   | 14    |
| SAU (ha)      | 1 021 | 888  | 841  | 1 015 |

Le nombre d'exploitations agricoles en activité et ayant leur siège dans la commune est passé de 37 lors du recensement agricole de 1988  à 23 en 2000 puis à 13 en 2010 et enfin à 14 en 2020, soit une baisse de 62 % en 32 ans. Le même mouvement est observé à l'échelle du département qui a perdu pendant cette période 57 % de ses exploitations,. La surface agricole utilisée sur la commune a également diminué, passant de 1 021 ha en 1988 à 1 015 ha en 2020. Parallèlement la surface agricole utilisée moyenne par exploitation a augmenté, passant de 28 à 73 ha.

## Culture locale et patrimoine

### Lieux et monuments

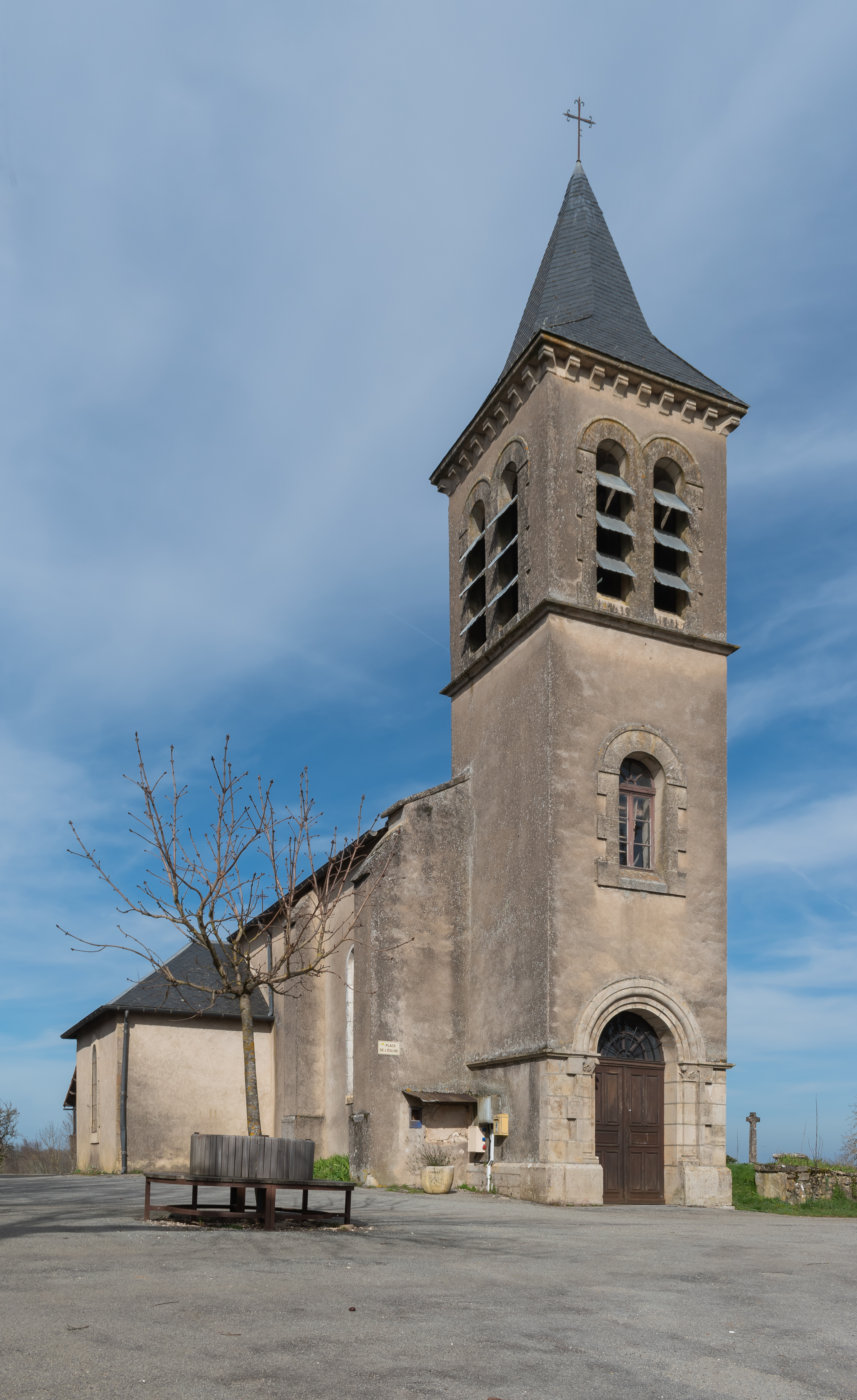
Église Saint-Pierre-aux-Liens de Saillagol

- Le château de Saint-Projet. Marguerite de Valois, « La reine Margot », y a passé deux jours les 26 et 27 septembre 1585.
- Église Saint-Projet de Saint-Projet. Saint Projet ou Projectus, était évêque d'Imola en Emilie au Ve siècle[50].
- Église Saint-Pierre-aux-Liens de Saillagol.

### Personnalités liées à la commune
- Rodolphe Bresdin, artiste graveur, y a passé plusieurs mois vers 1852-1854, logé par son ami Justin Capin, alors propriétaire du château

## Pour approfondir